# 長野県立小海高等学校
もしかして
- 長野県小海高等学校

ではありませんか？